# All Out (2019)
All Out (2019) – gala wrestlingu wyprodukowana przez federację i dla zawodników All Elite Wrestling (AEW). Odbyła się 31 sierpnia 2019 w Sears Centre Arena w Hoffman Estates w stanie Illinois. Emisja była przeprowadzana na żywo przez serwis strumieniowy B/R Live w Ameryce Północnej i za pośrednictwem FITE TV na całym świecie oraz w systemie pay-per-view. Była to pierwsza gala w chronologii cyklu All Out.
Na gali odbyło się dziesięć walk, w tym dwie podczas pre-show Buy In. W walce wieczoru, Chris Jericho pokonał Adama Page’a zostając pierwszym AEW World Championem. W innych ważnych walkach, Lucha Brothers (Pentagón Jr. i Fénix) pokonali The Young Bucks (Matta Jacksona i Nicka Jacksona) w Escalera De La Muerte broniąc AAA World Tag Team Championship, Cody pokonał Shawna Spearsa, oraz Pac pokonał Kenny’ego Omegę poprzez techniczne poddanie. Na gali został odsłoniety pas AEW Women’s World Championship i wyłoniono pretendentki, które nimi zostały zwyciężczyni Casino Battle Royale Nyla Rose i Riho, która pokonała Hikaru Shidę, walka została ustalona na dzień 2 października w premierowym odcinku Dynamite.

## Produkcja
All Out oferowało walki profesjonalnego wrestlingu z udziałem wrestlerów należących do federacji All Elite Wrestling. Oskryptowane rywalizacje (storyline’y) kreowane są podczas odcinków serii Being The Elite i The Road to All Out. Wrestlerzy są przedstawieni jako heele (negatywni, źli zawodnicy i najczęściej wrogowie publiki) i face’owie (pozytywni, dobrzy i najczęściej ulubieńcy publiki), którzy rywalizują pomiędzy sobą w seriach walk mających budować napięcie. Kulminacją rywalizacji jest walka wrestlerska lub ich seria.

### Rywalizacje

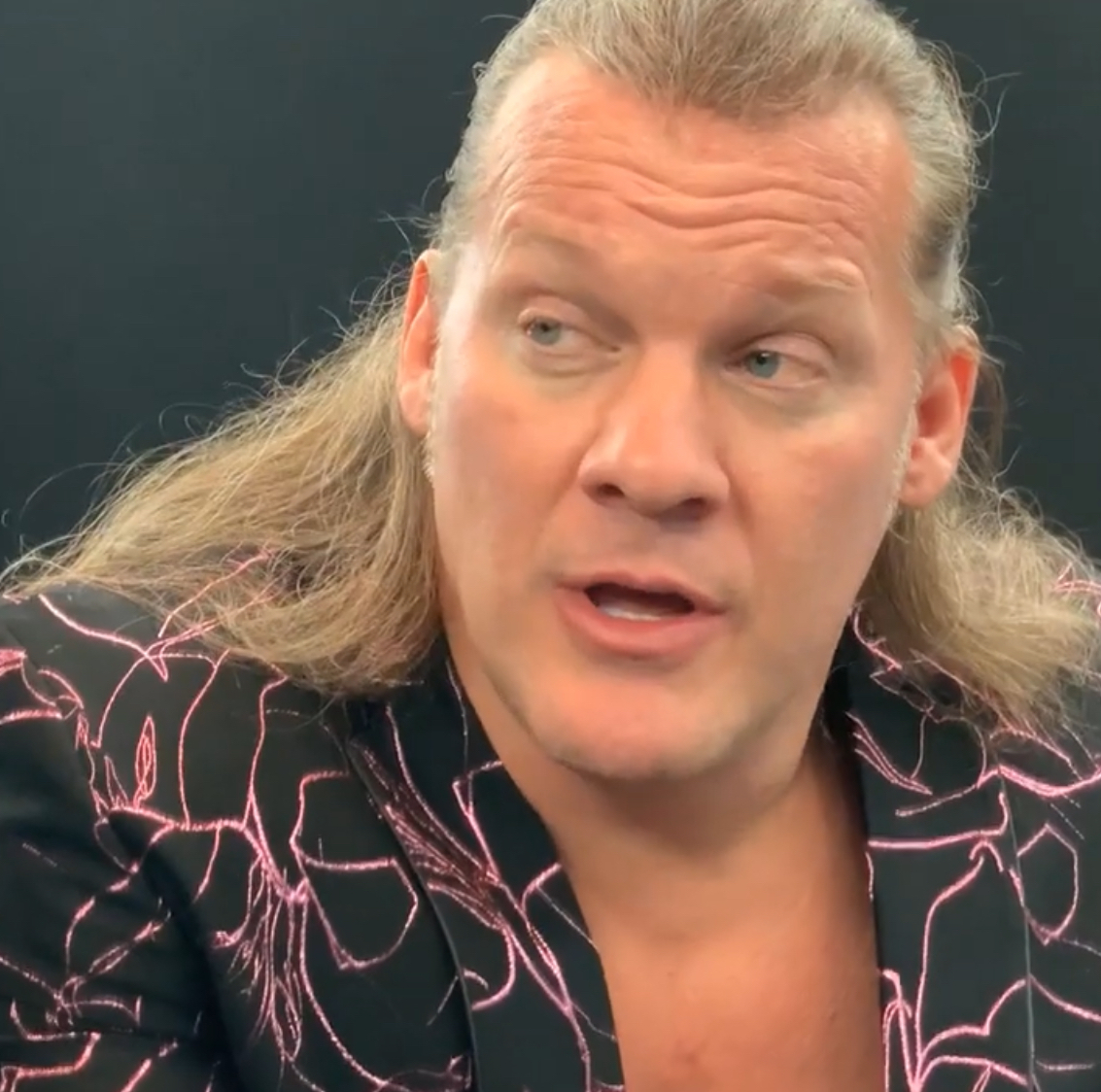
Chris Jericho – pierwszy AEW World Champion.

W przygotowaniu do Double or Nothing na kanale YouTube AEW ujawniono, że zwycięzca Casino Battle Royale, które odbyło się podczas pre-show Buy In, zmierzy się ze zwycięzcą walki wieczoru na Double or Nothing w przyszłości, aby wyłonić pierwszego AEW World Championa. Battle Royal wygrał Adam Page, podczas gdy Chris Jericho pokonał Kenny’ego Omegę w walce wieczoru, ustalając walkę o pierwszego mistrza, który został ustalony na All Out. Po walce Page’a na Fight for the Fallen, Jericho zaatakował Page’a. Później tej nocy Page wrócił i zaatakował Jericho podczas jego promo w ringu.
Na zakończenie Double or Nothing, Jon Moxley pojawił się z tłumu, potwierdzając, że podpisał kontrakt z AEW i zaatakował zarówno Chrisa Jericho, jak i Kenny’ego Omegę. Ten ostatni walczył i walczył na scenie wejściowej, gdzie Moxley poprowadził Omegę przez scenę z przejęciem stojącego strażaka. Później na All Out ustalono walkę Omegi i Moxleya. Na Fyter Fest, Omega zaatakowała Moxleya po walce tego ostatniego. Jednak 23 sierpnia, Moxley ogłosił, że nie będzie mógł wziąć udziału w All Out z powodu kontuzji łokcia. Następnie potwierdzono, że Pac zastąpi Moxleya po tym, jak AEW i Dragon Gate ustaliły swoje twórcze różnice, co uniemożliwiło Pac’owi walczenie na Double or Nothing i kolejnych gali, czyniąc debiutancką walkę Paca na All Out dla AEW.  
Podczas pre-show Fyter Fest, Best Friends (Chuck Taylor i Trent Barreta) pokonali SoCal Uncensored (Scorpio Sky i Frankiego Kazariana) oraz Private Party (Isiaha Kassidy’ego i Marqa Quena) w Three-Way Tag Team matchu, podczas Fight for the Fallen, The Dark Order (Evil Uno i Stu Grayson) zadebiutowali w AEW w ringu i pokonali Angélico i Jacka Evansa oraz A Boy and His Dinosaur (Jungle Boya i Luchasaurusa), również w Three-Way Tag Team matchu. Dzięki swoim zwycięstwom Best Friends i The Dark Order awansowali do All Out, aby mieć szansę aby automatycznie znaleść się w drugiej rundzie turnieju o AEW World Tag Team Championship.  
16 marca na AAA Rey de Reyes, The Young Bucks (Matt Jackson i Nick Jackson) pokonali Lucha Brothers (Pentagóna Jr. i Reya Fénixa) i wygrali AAA World Tag Team Championship i zachowali tytuły w rewanżu na Double or Nothing. W czerwcu, Lucha Brothers odzyskali tytuły na gali od AAA Verano de Escándalo. Po walce Lucha Brothers na Fight for the Fallen, wyzwali The Young Bucks na Ladder match na All Out z tytułami na szali, a Bucks zaakceptowali. Walka została później nazwana jako "Escalera De La Muerte" (po hiszpańsku "Drabina Śmierci").
Po tym, jak walka Cody’ego i Darby’ego Allina zakończył się remisem po przekroczeniu limitu czasowego na Fyter Fest, pojawił się Shawn Spears i uderzył w głowę Cody’ego stalowym krzesłem, w wyniku czego Cody otrzymał 12 zszywek chirurgicznych. W wywiadzie dla Jima Rossa Spears wyjaśnił, że myślał, że Cody jest jego przyjacielem, dopóki Cody nie nazwał go "dobrą ręką", czując, że Cody go nie szanował i dlatego go zaatakował. Powiedział, że Cody był pijawką, a jego historia sięga czasów, gdy obaj zaczęli w Ohio Valley Wrestling w 2006 roku. Następnie rzucił wyzwanie na All Out, a walka została później ustalona.
Na Fight for the Fallen Darby Allin, Jimmy Havoc i Joey Janela przegrała z MJF-em, Sammym Gueverą i Shawnem Spearsem. Cała trójka obwiniała się nawzajem za porażkę i walczyła na backstage’u. Three-Way match został później ustalony na All Out.
Na odcinku The Road to All Out z 7 sierpnia ogłoszono, że na pre-show All Out pojawi się żeńska wersja Casino Battle Royale, a zwycięzca otrzyma walkę o AEW Women’s World Championship, która została ustalona 2 października na debiut transmisji programu telewizyjnego AEW, później nazwanego Dynamite. Nyla Rose, Britt Baker, Allie, Brandi Rhodes, Teal Piper, Ivelisse i Jazz zostali potwierdzone w 21-osobowym Battle Royalu. 20 sierpnia ogłoszono, że Big Swole i Sadie Gibbs również będą uczestnikami. 26 sierpnia, Awesome Kong potwierdziła, że będzie rywalizować w Battle Royalui w wywiadzie dla New York Post. 29 sierpnia, Shazza McKenzie została ogłoszona kolejną uczestniczką. 30 sierpnia Allie została ogłoszona jako uczestniczka Battle Royalu.

## Wyniki walk
| Nr                                                                   | Wyniki | Stypulacje | Czas  |
| -------------------------------------------------------------------- | --- | --- | ----- |
| 1P                                                                   | Nyla Rose wygrała eliminując jako ostatnią Britt Baker                                                                                      | 21–osobowy Casino Battle Royale Zwyciężczyni zmierzy się ze zwyciężczynią walki Riho vs. Hikaru Shida o AEW Women’s World Championship premierowym odcinku Dynamite. | 20:50 |
| 2P                                                                   | Private Party (Isiah Kassidy i Marq Quen) pokonali Angélico i Jacka Evansa                                                                  | Tag team match | 11:30 |
| 3                                                                    | SoCal Uncensored (Christopher Daniels, Frankie Kazarian i Scorpio Sky) pokonali Jurassic Express (Marko Stunta, Jungle Boya i Luchasaurusa) | Six-man tag team match | 11:50 |
| 4                                                                    | Pac pokonał Kenny’ego Omegę poprzez techniczne poddanie                                                                                     | Singles match | 23:20 |
| 5                                                                    | Jimmy Havoc pokonał Darby’ego Allina i Joeya Janelę                                                                                         | Three-way Cracker Barrel Clash match | 15:10 |
| 6                                                                    | The Dark Order (Evil Uno i Stu Grayson) pokonali Best Friends (Chucka Taylora i Trent Beretta)                                              | Tag team match o wolny los w pierwszej rundzie turnieju o AEW World Tag Team Championship                                                                            | 13:40 |
| 7                                                                    | Riho pokonała Hikaru Shidę | Singles match Zwyciężczyni zmierzy się ze zwyciężczynią Casino Battle Royalu o AEW Women’s World Championship premierowym odcinku Dynamite.                          | 13:40 |
| 8                                                                    | Cody (z MJF-em) pokonał Shawna Spearsa (z Tullym Blanchardem)                                                                               | Singles match | 19:10 |
| 9                                                                    | Lucha Brothers (Pentagón Jr. i Fénix) (c) pokonali The Young Bucks (Matta Jacksona i Nicka Jacksona)                                        | Escalera De La Muerte o AAA World Tag Team Championship | 24:12 |
| 10                                                                   | Chris Jericho pokonał Adama Page’a | Singles match o AEW World Championship | 26:25 |
| (c) – mistrz/mistrzyni przed walkąP – walka miała miejsce w pre-show | | |       |

### Casino Battle Royale
| Kolor  | Wrestlerka        | Nr. eliminacji | Wyeliminowana przez              | Eliminacje |
| ------ | ----------------- | -------------- | -------------------------------- | ---------- |
| Trefle | Shalandra Royal   | 1              | Nylę Rose                        | 0          |
| Trefle | Leva Bates        | 4              | Nylę Rose                        | 0          |
| Trefle | Faby Apache       | 2              | Nylę Rose                        | 0          |
| Trefle | Priscilla Kelly   | 3              | Nylę Rose                        | 0          |
| Trefle | Nyla Rose         | —              | Zwyciężczyni                     | 10         |
| Karo   | Penelope Ford     | 7              | Nylę Rose                        | 0          |
| Karo   | Shazza McKenzie   | 5              | Britt Baker                      | 0          |
| Karo   | Sadie Gibbs       | 17             | Beę Priestley                    | 1          |
| Karo   | Big Swole         | 6              | Nylę Rose                        | 0          |
| Karo   | Britt Baker       | 20             | Beę Priestley i Nylę Rose        | 5          |
| Piki   | Tenille Dashwood  | 8              | Awesome Kong                     | 0          |
| Piki   | Ivelisse          | 9              | Awesome Kong                     | 0          |
| Piki   | Bea Priestley     | 19             | Britt Baker                      | 3          |
| Piki   | Brandi Rhodes     | 15             | Britt Baker i Allie              | 0          |
| Piki   | Awesome Kong      | 12             | Beę Priestley, Sadie Gibbs i ODB | 3          |
| Kiery  | Allie             | 16             | Nylę Rose                        | 1          |
| Kiery  | Nicole Savoy      | 10             | Nylę Rose                        | 0          |
| Kiery  | Teal Piper        | 11             | Awesome Kong                     | 0          |
| Kiery  | ODB               | 14             | Britt Baker                      | 1          |
| Kiery  | Jazz              | 13             | Nylę Rose                        | 0          |
| Joker  | Mercedes Martinez | 18             | Britt Baker                      | 0          |